# Gəncə
Gəncə (russisch Гянджа Gjandscha), eingedeutscht auch Gandscha oder Gändschä (ehemals Jelisawetpol – Elisavetpolʹ oder Elizavetpolʹ, dann Kirowabad – Kirovabad, überlieferter persischer Name گنجه, DMG Ganǧa/Ganǧe, ‚Schatzkammer‘, armenisch Գանձակ Gandsak), ist mit 335.800 Einwohnern (Stand: 2021) die drittgrößte Stadt Aserbaidschans. Das Stadtgebiet umfasst eine Fläche von 110 km².

## Geografie
Gəncə liegt im Nordwesten des Landes am Fuße des Kleinen Kaukasus. Der gleichnamige Bach, der in die Kura mündet, trennt die Stadt in zwei Hälften. Der ältere Stadtteil ist der westliche. Dort stehen alte Befestigungsanlagen und eine Moschee aus der Zeit Abbas’ I. Das Klima eignet sich gut für den Anbau von Wein, Früchten, Gemüse und Tabak. Die Stadt ist auch ein Zentrum der Seidenraupenzucht.

## Geschichte
Gəncə wurde im Jahre 859 von Arabern gegründet. Anfangs nur ein kleiner Ort, wurde Gəncə mit dem Niedergang der Stadt Bərdə zur neuen Hauptstadt der Region Arrān. Im Mittelalter war die Stadt vom 10. bis zum 13. Jahrhundert ein blühender Handelsplatz an der Seidenstraße auf dem Weg nach Tiflis. Von 951 bis 1174 herrschten hier die kurdischen Schaddadiden. 1138 wurde Gəncə von einem Erdbeben, das hunderttausende Opfer forderte, zerstört, um anschließend wenige Kilometer weiter westlich wieder aufgebaut zu werden. Die Georgier im Norden nutzen dies aus und plünderten unter König Demetre I. die Stadt, wobei sie auch eines der Stadttore mitnahmen. Das Tor ist heute im georgischen Kloster Gelati verbaut. Nach den Schaddadiden herrschten die Atabegs von Aserbaidschan über die ganze Region. Bei den Auseinandersetzungen zwischen den Georgiern und den Atabegs wurde Gəncə oft angegriffen. 1221 standen die Mongolen vor der Stadt, konnten aber gegen die starken Befestigungsanlagen nichts ausrichten. Trotzdem ließen sie sich ihren Rückzug mit Geld und Geschenken bezahlen. 1225 eroberte der Choresm-Schah Dschalal ad-Din, der ständig auf der Flucht vor den Mongolen war, die Stadt und setzte der Eldigüziden-Herrschaft ein Ende. Später gelang es den Mongolen doch noch, die Stadt einzunehmen und niederzubrennen. Gəncə konnte seinen alten Status danach nicht wiedererlangen.
Unter den Safawiden wurde die Stadt im 16. Jahrhundert Teil Persiens. Die Verwalter der Stadt erhielten den Titel Khan. 1588 eroberten die Rivalen der Safawiden, die türkischen Osmanen, die Stadt. Nach einer sechsmonatigen Belagerung holten sich die Perser die Stadt 1606 zurück. Schah Abbas verlagerte sie an einen höheren Platz im Südwesten. 1723 eroberten wieder die Osmanen die Stadt, wurden dann aber 1735 von Nadir Schah vertrieben. 1747 wurde Gəncə Hauptstadt des gleichnamigen Khanats und blieb nominell bis zum Russisch-Persischen Krieg (1804–1813) persisch. Am 3. Januar 1804 wurde sie von den Truppen des russisch-georgischen Generals Zizianow eingenommen. Mit dem Frieden von Gulistan verlor Persien all seine Territorien nördlich des Flusses Aras. Nach der Eroberung durch Russland im Jahr 1804 hieß Gəncə bis 1918 Jelisawetpol (Elizavetpolʹ), benannt nach Zar Alexanders Frau Jelisaweta. Im nächsten Russisch-Persischen Krieg (1826–1828) versuchten die Perser die Stadt zurückzuerobern, wurden jedoch am 25. September 1826 vor Gəncə besiegt.
Am 24. Dezember 1905 wurde Jelisawetpol in Zusammenhang mit Massakern zwischen Armeniern und „Tataren“ (als Tataren wurde im Russischen Kaiserreich in dieser Periode pauschal die turksprachige Bevölkerung bezeichnet; hier also vorrangig die heutigen Aserbaidschaner) fast völlig zerstört. 2000 Menschen kamen bei diesen ethnischen Unruhen ums Leben.
Nach Gründung der Demokratischen Republik Aserbaidschan war das von der aus Tiflis zurückgekehrten Müsavat-Regierung rückbenannte Gəncə von Mai bis September 1918 Hauptstadt der Republik, solange sich Baku in der Hand der Roten Armee befand. 
Ende Mai 1920 war Gəncə Schauplatz einer der größten antisowjetischen Revolten im Südkaukasus, die jedoch blutig niedergeschlagen wurde.
Von 1935 bis 1989 trug die Stadt den Namen Kirowabad (Kirovabad), benannt nach dem sowjetischen Politiker Sergei Kirow (1886–1934). In der Stadt bestand das Kriegsgefangenenlager 223, Kirovabad für deutsche Kriegsgefangene des Zweiten Weltkriegs.
In der Nähe der Stadt liegen Göygöl, ehemals als Helenendorf erste und größte deutsche Kolonie auf dem Territorium des heutigen Aserbaidschans, von Aussiedlern aus Württemberg 1819 gegründet, wie auch Şəmkir, das frühere Annenfeld, mit der Ruinenstätte des mittelalterlichen Alt-Şəmkir.
2014 betrug die Einwohnerzahl etwa 324.700.
Im Jahr 2020 wurde Gəncə während des Kriegs um Bergkarabach mehrmals von armenischen Streitkräften mit Raketen beschossen. Dabei starben 32 Zivilisten und Dutzende weitere wurden verletzt. Am 11. Oktober wurde über Nacht ein Wohnblock in der Stadt bei einem armenischen Raketenangriff zerstört. Dabei starben 10 Zivilisten und 34 weitere wurden verletzt. Das armenische Verteidigungsministerium bestritt, dass der Angriff von seinem Territorium aus erfolgte, während die Republik Arzach erklärte, armenische Streitkräfte hätten den Militärflughafen im internationalen Flughafen Gəncə angegriffen und zerstört, der angeblich für den Bombardement von Arzachs Hauptstadt Stepanakert genutzt wurde. Außerdem gaben sie an, die aserbaidschanische Bevölkerung sei gewarnt worden, sich von Militäreinrichtungen fernzuhalten, um Kollateralschäden zu vermeiden. Anschließend bestritten sowohl ein Korrespondent eines russischen Medienunternehmens, der vom Schauplatz berichtete, als auch der Flughafendirektor, dass der Flughafen, der seit März aufgrund der COVID-19-Pandemie nicht in Betrieb war, beschossen worden sei. Am 17. Oktober 2020 wurden 21 Zivilisten getötet und mehr als 50 verletzt, als eine armenische ballistische SCUD-B-Rakete ein Wohngebiet in Gəncə traf.

## Wirtschaft und Verkehr
Die Stadt ist der industrielle (Aluminiumwerke, Textilien, Maschinen, Seife, Nahrungsmittel, Wein, Baumwollsamenöl) Mittelpunkt des Gebietes.
Gəncə besitzt einen Abzweigbahnhof an der Bahnstrecke Poti–Baku, von dem eine Strecke nach Xanlar abzweigt.

## Kultur
Gəncə ist auch der kulturelle Mittelpunkt des Gebiets (Hochschulen, Musikschule, Philharmonie). Die Stadt besitzt einige sehenswerte Moscheen. Im 27.000 Zuschauer fassenden Gəncə-Stadtstadion spielt der Fußballverein PFK Kəpəz.

## Städtepartnerschaften
Gəncə ist mit folgenden Städten durch eine Städtepartnerschaft verbunden:
| - Moskau, Russland - Rustawi, Georgien - Olmütz, Tschechien - Kutaissi, Georgien - Izmir, Türkei - Derbent, Russland - Kars, Türkei - Bursa, Türkei - Ankara, Türkei | - Elazığ, Türkei - Newark (New Jersey), USA - Dnipro, Ukraine - Duschanbe, Tadschikistan - Izmir, Türkei - Istanbul, Türkei - Konya, Türkei - Ordu, Türkei - Vũng Tàu, Vietnam |

## Söhne und Töchter der Stadt
- Mahsati, Dichterin
- Nezāmi (1141–1209), Dichter
- Mirza Schaffy Wazeh (1794–1852), Dichter
- Cahangir bəy Kazımbəyov (1885–1955), Offizier, Anführer des Aufstandes von Gəncə (1920)
- Xəlil bəy Xasməmmədov (1875–1947), Politiker
- Haro Stepanjan (1897–1966), Komponist
- Fikrət Əmirov (1922–1984), Komponist
- Murtuz Alasgarow (1928–2012), Rechtswissenschaftler und Politiker
- Artjom Terjan (1930–1970), sowjetisch-armenischer Ringer
- Artur Rasizadə (* 1935), Politiker
- Aydın İbrahimov (1938–2021), Ringer
- Faiq Həsənov (* 1940), Schachschiedsrichter, -funktionär und Fernsehmoderator
- Galib Mammadov (* 1946), Komponist
- Juri Schtschekotschichin (1950–2003), russischer Journalist und Politiker
- Witali Jelissejew (* 1950), sowjetischer Ruderer
- Ramal Amanov (* 1984), Boxer
- Toğrul Əsgərov (* 1992), Ringer
- Ülviyyə Fətəliyeva (* 1996), Schachspielerin
- Rüfət Hüseynov (* 1997), Boxer im Halbfliegengewicht

## Klimatabelle
|                       | Jan  | Feb  | Mär  | Apr  | Mai  | Jun  | Jul  | Aug  | Sep  | Okt  | Nov  | Dez |   |      |
| Mittl. Tagesmax. (°C) | 6,5  | 6,8  | 11,9 | 19,2 | 23,4 | 27,9 | 31,7 | 29,9 | 26,0 | 19,3 | 12,6 | 8,3 | ⌀ | 18,7 |
| Mittl. Tagesmin. (°C) | −2,3 | −1,2 | 2,2  | 7,7  | 12,2 | 16,3 | 19,5 | 18,3 | 15,2 | 9,2  | 4,5  | 0,0 | ⌀ | 8,5  |
|                       |      |      |      |      |      |      |      |      |      |      |      |     |   |      |
| Niederschlag (mm)     | 10   | 17   | 32   | 30   | 42   | 46   | 23   | 18   | 16   | 32   | 14   | 18  | Σ | 298  |
|                       |      |      |      |      |      |      |      |      |      |      |      |     |   |      |
| Sonnenstunden (h/d)   | 3,9  | 4,0  | 4,5  | 6,1  | 7,4  | 8,9  | 9,0  | 8,1  | 7,1  | 5,4  | 4,1  | 3,7 | ⌀ | 6    |
|                       |      |      |      |      |      |      |      |      |      |      |      |     |   |      |
| Regentage (d)         | 4    | 5    | 5    | 6    | 9    | 7    | 3    | 4    | 3    | 6    | 3    | 4   | Σ | 59   |
|                       |      |      |      |      |      |      |      |      |      |      |      |     |   |      |
| Luftfeuchtigkeit (%)  | 72   | 72   | 71   | 68   | 59   | 54   | 53   | 54   | 61   | 69   | 73   | 78  | ⌀ | 65,3 |

| −2,3 |

| −1,2 |

| 2,2 |

| 7,7 |

| 12,2 |

| 16,3 |

| 19,5 |

| 18,3 |

| 15,2 |

| 9,2 |

| 4,5 |

| 0,0 |

| −2,3 |

| −1,2 |

| 2,2 |

| 7,7 |

| 12,2 |

| 16,3 |

| 19,5 |

| 18,3 |

| 15,2 |

| 9,2 |

| 4,5 |

| 0,0 |